# Джей, Бэйли
Бэ́йли Джей Гре́йнджер (англ. Bailey Jay Granger, род. 5 ноября 1988) — американская транссексуальная порноактриса. Состоит в браке с фотографом Мэтью Терхуном (англ. Matthew Terhune).

## Ранняя жизнь
Грэйнджер начала свои первые переодевания в возрасте 15 лет. В 2007 году на аниме-фестивале Otakon Бэйли показала свою (к тому времени ещё без силиконовых имплантатов) грудь, сопровождая это фразой «Всё нормально. Я парень. Серьёзно» (англ. It’s okay. I’m a boy. Seriously.) Видео попало в Интернет и получило известность на таких сайтах, как YouTube, под именем «Line Trap».

## Карьера
С 18 лет Грейнджер начала сниматься в Grooby Productions в подразделе ShemalePorn.
Снялась в фильме Evil Angel, также появлялась и в других фильмах.
В 2011 и 2012 она стала победителем AVN Awards в номинации транссексуал года. Также у неё есть свой подкаст «The Bailey Jay Show», которым она владеет со своим супругом Мэтью. Джей и Джейн Ричардс (англ. Jen Richards) владеют шоу для трансексуалов и трансвеститов «Sugar and Spice». В марте 21.2012 Бэйли записала свой первый сингл «You’re Getting Lucky Tonight». В июне 2015 года начало выходить в эфир её новое шоу «Жажда крови», в котором она беседует с актёрами, сценаристами, режиссёрами фильмов ужасов.

## Премии и номинации
- 2011 AVN Award — Транссексуальный исполнитель года[3]
- 2012 AVN Award — Транссексуальный исполнитель года[4]
- 2011 XBIZ Award номинация — Транссексуальный исполнитель года[5]
- 2012 XBIZ Award номинация — Транссексуальный исполнитель года[6]